# Conférence épiscopale Burkina-Niger
La Conférence épiscopale Burkina-Niger (abrégé CEBN) est une conférence épiscopale de l’Église catholique qui réunit les ordinaires du Burkina Faso et du Niger.
La conférence est représentée à la Conférence épiscopale régionale de l’Afrique de l’Ouest (RECOWA-CERAO) et au Symposium des conférences épiscopales d’Afrique et de Madagascar (SECAM-SCEAM).

## Membres

### Présidents
Le président de la conférence est en 2022 Laurent Birfuoré Dabiré, évêque de Dori, depuis le 14 juin 2019.
Il y a précédemment eu :
- Paul Zoungrana (M. Afr.), archevêque de Ouagadougou (alors en Haute-Volta), de 1970 à 1976 ;
- Dieudonné Yougbaré, évêque de Koupéla (alors en Haute-Volta), de 1976 à 1982 ;
- Anselme Titiama Sanou, évêque de Bobo-Dioulasso (en Haute-Volta puis au Burkina Faso), de 1982 à 1988 ;
- Jean-Marie Untaani Compaoré, alors évêque de Fada N’Gourma (de) (au Burkina Faso), de 1988 à 1995 ;
- Jean-Baptiste Kpiéle Somé, évêque de Diébougou (de) (au Burkina Faso), de 1995 à 2001 ;
- Philippe Ouédraogo, fait par la suite cardinal, alors évêque d’Ouahigouya (au Burkina Faso), de 2001 à mai 2007 ;
- Séraphin François Rouamba (de), archevêque de Koupéla (au Burkina Faso), de mai 2007 à novembre 2013 ;[précision nécessaire]
- Paul Ouédraogo, archevêque de Bobo-Dioulasso (au Burkina Faso), du 14 juin 2013[précision nécessaire] au 14 juin 2019.

### Vice-présidents
Le vice-président de la conférence est en 2022 Gabriel Sayaogo, archevêque de Koupéla, depuis le 14 juin 2019.
Il y a précédemment eu :
- Joachim Ouédraogo, évêque de Koudougou, du 14 juin 2013 au 14 juin 2019.

## Sanctuaires
La conférence épiscopale a désigné un sanctuaire national, le sanctuaire Notre-Dame de Yagma dans le département de Ouagadougou au Burkina Faso, désigné le 6 février 1988,.